# (8126) Chanwainam
(8126) Chanwainam – planetoida z grupy pasa głównego asteroid okrążająca Słońce w ciągu 4 lat i 230 dni w średniej odległości 2,78 au. Została odkryta 20 stycznia 1966 roku w Obserwatorium Astronomicznym Zijinshan w Xinglong. Nazwa planetoidy pochodzi od Chana Wainama (ur. 1919 ), mieszkańca Hongkongu, który zakładał szpitale, szkoły wyższe i podstawowe w Chinach. Przed nadaniem nazwy planetoida nosiła oznaczenie tymczasowe (8126) 1966 BL.